# Сервантес, Мануэль
Мануэ́ль Серва́нтес (исп. Manuel Cervantes; родился 6 апреля 1957, Ирун, Испания) — испанский футбольный вратарь, футболист года в Испании 1983/84.

## Клубная карьера

### «Реал Сосьедад»
Первым профессиональным клубом в карьере Мануэля Сервантеса стал «Реал Сосьедад». Голкипер был в составе клуба с 1978 по 1981 год. В этот период основным вратарём команды был Луис Арконада, который отыграл бессменно 3 чемпионата Испании подряд. Сервантес же таким образом не имел игровой практики и по окончании чемпионского для команды сезона 1980/81 покинул клуб.

### «Мурсия»
Перейдя в «Реал Мурсию» летом 1981 года, при главном тренере Хосе Антонио Урулеги голкипер также не имел игровой практики, но с приходом Эусебио Риоса ситуация несколько изменилась. 13 декабря 1981 года в матче 15-го тура Сегунды Мануэль Сервантес занял место в воротах и отыграл затем 14 матчей.
В сезоне 1982/83 вратарь оставался дублёром Франсиско Эчеваррии, сыграв 3 матча в чемпионате. Команда же по итогам сезона завоевала право выхода в Примеру. Летом 1983 года Эчеваррия покинул команду, а пришедшего ему на смену 36-летнего Пере Мору Сервантес сумел вытеснить из состава. Вратарь дебютировал в высшем дивизионе Испании 3 сентября 1983 года против «Реал Сосьедада» с Арконадой в воротах. Матч закончился победой «Мурсии» со счётом 3:1.
По итогам сезона команда заняла 11-е место в чемпионате, а её голкипер был признан журналом «Don Balon» футболистом года в Испании.
В сезоне 1984/85 Мануэль Сервантес занимал пост номер 1 в команде до 1 ноября, когда был заменён в перерыве матча с «Реал Сосьедадом» и в дальнейшем по ходу сезона игровой практики не имел. Не изменил ситуацию и приход на пост главного тренера Висенте Карлоса Кампильо: основным вратарём «Мурсии» оставался Мора.
Летом 1985 года Сервантес стал игроком «Бетиса».

### «Бетис»
Дебют голкипера в новой команде пришёлся на матч против мадридского «Реала».
В дальнейшем вратарь отыграл за «Бетис» все 34 матча чемпионата без замен. За команду из Севильи Мануэль Сервантес сыграл в Примере 78 матчей. По окончании сезона 1987/88 футболист перешёл в клуб Сегунды «Саламанка».

### «Саламанка»
Сервантес провёл первый матч за «Саламанку» 4 сентября 1988 года (против «Тенерифе»). В первые два сезона пребывания голкипера в команде «Саламанка» занимала места в середине турнирной таблицы (7-е и 13-е соответственно), однако по итогам сезона 1990/91 клуб занял 18-е место и выбыл из Сегунды. Сервантес же по окончании сезона завершил карьеру игрока, проведя за «Саламанку» 77 матчей.

## Достижения
- Футболист года в Испании (1): 1983/84.